# Мегаполис (поезд)
«Мегаполис» — скорый фирменный поезд № 19/20 сообщением Москва — Санкт-Петербург частной компании ООО «Тверской экспресс». Поезд ходит ежедневно; время отправления 00:20 из Москвы и в 22:50 из Санкт-Петербурга. Время в пути: 8 часов 17 мин – 8 часов 39 минут; в состав поезда входят 16 вагонов, включая вагон-ресторан.

## История
Поезд «Мегаполис» принадлежит железнодорожной пассажирской компании «Тверской экспресс», которая образована как независимый железнодорожный перевозчик, с целью предоставления услуг по перевозке и обслуживанию пассажиров на железнодорожном транспорте. Компания имеет бессрочную лицензию Министерства транспорта Российской Федерации серии ПП № 7706620 от 15 октября 2013 года на право осуществления пассажирских перевозок.
Свой первый рейс «Мегаполис» совершил 3 октября 2006 года.
Поезд состоит из новых современных купейных вагонов и вагонов СВ, выпущенных крупнейшим в Европе Тверским вагоностроительным заводом в 2006—2007 годах, а также вагонов — ресторанов производства ЗАО «Вагонмаш», изготовленных 2006 году. 
В состав поезда входит 9 купейных вагонов, 3 вагона класса СВ, вагон-ресторан и штабной вагон — вагон № 7. 

## Общая информация
- Отправление из Москвы: 00:20. Прибытие в Санкт-Петербург: 08:59. Время в пути: 08 час. 39 мин.
- Отправление из Санкт-Петербурга: 22:50. Прибытие в Москву: 07:07. Время в пути: 08 час. 17 мин.
- Дни отправления: ежедневно.
- Промежуточные остановки: Тверь (стоянка 2 минуты).
- Оформление билетов на поезд "Мегаполис" производится на официальном сайте РЖД или в собственных билетных кассах ООО "Тверской экспресс", расположенных на Московском и Ленинградском вокзалах:
- Адрес билетной кассы поезда "Мегаполис" на Ленинградском вокзале: г. Москва, Комсомольская площадь, дом 3, 1-й этаж здания Ленинградского вокзала. Время работы билетной кассы: круглосуточно.
- Адрес билетной кассы поезда "Мегаполис" на Московском вокзале: г. Санкт-Петербург Невский проспект, д. 85, лит. Б, касса № 23 в кассовом зале № 2 Московского вокзала. Время работы билетной кассы: ежедневно с 09-00 до 23-00.